# Dover (Massachusetts)
Dover – miasto w hrabstwie Norfolk, w stanie Massachusetts, w Stanach Zjednoczonych. W 2007 roku miasto liczyło 2232 mieszkańców.
Miasto położone jest na południowym brzegu rzeki Charles, ok. 20 km na południowy zachód od Bostonu.